# Třída Salmon
Třída Salmon byla třída oceánských diesel-elektrických ponorek námořnictva Spojených států amerických. Celkem bylo postaveno šest jednotek této třídy. Ve službě byly v letech 1937–1956. Ponorky byly nasazeny za druhé světové války. Jedna byla využita při jaderných testech na atolu Bikini (Operace Crossroads).

## Stavba
Celkem bylo v letech 1936–1938 postaveno šest jednotek této třídy. Postavily je loděnice Electric Boat Company v Grotonu ve státě Connecticut, Portsmouth Naval Shipyard v Kittery ve státě Maine a Mare Island Naval Shipyard ve Vallejo v Kalifornii.
Jednotky třídy Salmon:
| Jméno                 | Loděnice                   | Založení kýlu | Spuštěna        | Vstup do služby   | Osud |
| --------------------- | -------------------------- | ------------- | --------------- | ----------------- | --- |
| USS Salmon (SS-182)   | Electric Boat              | 1936          | 12. června 1937 | 15. března 1938   | Vyřazena 1945. |
| USS Seal (SS-183)     | Electric Boat              | 1936          | 25. dubna 1937  | 30. dubna 1938    | Od roku 1947 cvičná loď, vyřazena 1956.                                                                           |
| USS Skipjack (SS-184) | Electric Boat              | 1936          | 23. října 1937  | 30. června 1938   | Vyřazena 1946, v červenci 1946 využita při jaderných testech na atolu Bikini, 1948 potopena u pobřeží Kalifornie. |
| USS Snapper (SS-185)  | Portsmouth Naval Shipyard  | 1936          | 24. srpna 1937  | 16. prosince 1937 | Vyřazena 1945. |
| USS Stingray (SS-186) | Portsmouth Naval Shipyard  | 1936          | 6. října 1937   | 15. března 1938   | Vyřazena 1945. |
| USS Sturgeon (SS-187) | Mare Island Naval Shipyard | 1936          | 15. března 1938 | 25. června 1938   | Vyřazena 1945. |

## Konstrukce

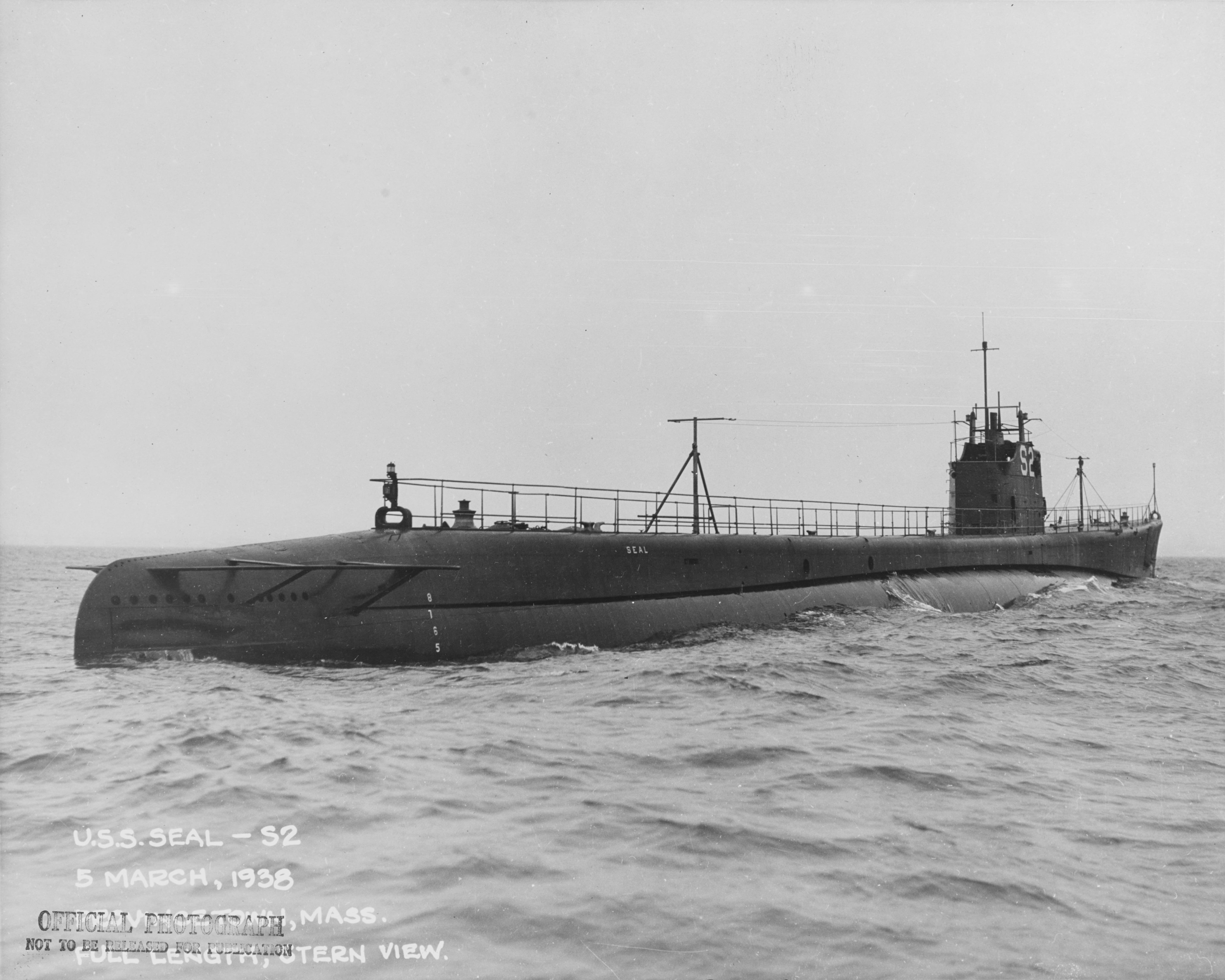
USS Seal (SS-183)

Ponorky byly vyzbrojeny jedním 76,2mm kanónem, dvěma protiletadlovými 12,7mm kulomety a osmi 533mm torpédomety (čtyři na přídi a čtyři na zádi). Mohly naložit 24 torpéd, nebo 32 min. Pohonný systém tvořily čtyři diesely o výkonu 5500 hp a čtyři elektromotory o výkonu 2660 hp, pohánějící dva lodní šrouby. Nejvyšší rychlost na hladině dosahovala 21 uzlů a pod hladinou 9 uzlů. Dosah byl 11 000 námořních mil při rychlosti 10 uzlů na hladině a 96 námořních mil při rychlosti 2 uzlů pod hladinou. Operační hloubka ponoru až 75 metrů.

### Modernizace
Za druhé světové války byla upravena velitelská věž a posílena hlavňová výzbroj. Nově ji tvořil jeden 102mm kanón a dva 20mm kanóny.